# خوزه اگیناگا
خوزه اگیناگا (انگلیسی: José Aguinaga؛ زادهٔ ۱۱ مهٔ ۱۹۹۵) بازیکن فوتبال اهل اسپانیا است.
از باشگاه‌هایی که در آن بازی کرده‌است می‌توان به باشگاه فوتبال فینیکس رایزینگ و باشگاه فوتبال سیاتل ساندرز اشاره کرد.